# Hydrophorus cognatus
Hydrophorus cognatus är en tvåvingeart som beskrevs av Octave Parent 1931. Hydrophorus cognatus ingår i släktet Hydrophorus och familjen styltflugor. Inga underarter finns listade i Catalogue of Life.